# Liste des As chinois de la Seconde Guerre mondiale
Liste des pilotes chinois ayant obtenu le statut d'as, c'est-à-dire ceux ayant obtenu plus de 5 victoires, durant la Seconde Guerre mondiale et plus particulièrement de 1941 à 1945.

## Liste des as
| Prénom et nom  | Palmarès |
| -------------- | -------- |
| Kwei-Tan Li    | 12       |
| Chu Lo         | 11       |
| Chi-sheng Liu  | 9        |
| Kuang-Fu Wang  | 9        |
| Wu-Xin Gao     | 8        |
| Yu-Shin Kao    | 8        |
| Tan Kuan       | 8        |
| Che-Kei Chow   | 6        |
| Hsi-Jui Kwang  | 6        |
| Hsi-Lan Tsang  | 6        |
| Ting-Fang Zhou | 6        |
| Zhi-Ki Zhou    | 6        |
| Chin-Hsu Chu   | 5        |
| Pei-Yang Hwang | 5        |
| Tse-Liu Shen   | 5        |
| Kuan Tan       | 5        |